# Pilosella mayeri
Pilosella mayeri là một loài thực vật có hoa trong họ Cúc. Loài này được (Vollm.) Soják miêu tả khoa học đầu tiên năm 1982.